# 格奥尔基·格鲁亚
格奥尔基·格鲁亚（羅馬尼亞語：Gheorghe Gruia，1940年10月2日—2015年12月9日），罗马尼亚男子手球运动员。他曾代表罗马尼亚国家队参加1972年夏季奥林匹克运动会手球比赛，获得一枚铜牌。